# Carlo von Ah
Carlo von Ah (* 1940 in Giswil) ist ein Schweizer Manager, Unternehmer und Schriftsteller.

## Leben
Nach der Matura studierte Carlo von Ah Betriebswirtschaft in Zürich und schloss sein Studium mit dem Titel lic. oec. publ. ab. Er wirkte als Direktor in zwei Handelsunternehmen und war Mitgründer und Partner der Top Fifty AG. Von Ah war Präsident des Handels- und Dienstleistungsverbandes Zug, Mitglied diverser Kommissionen für Technologie- und Wirtschaftsförderung des Bundes und der Kantone und Mitglied von Verwaltungsräten. In der Schweizer Armee war er Oberst im Generalstab.
Von Ah wohnt in Hünenberg, ist verheiratet und hat drei erwachsene Kinder.

## Bücher
- Flegeljahre – Wie die Schweiz erwachsen und ein Flegel Bundesrat wurde. Historischer Roman über Emil Frey. Pro Libro Luzern, Thun/Gwatt 2024, ISBN 978-3-905927-86-3.
- Führer, Duce, aufrechte Schweizer – die turbulente Kapitulation der Wehrmacht in Italien. Historischer Roman. Pro Libro, Luzern 2020, ISBN 978-3-905927-63-4.
- Von Flüe im Krieg. Historischer Roman über Joseph Ignaz von Flüe. Pro Libro, Luzern 2017, ISBN 978-3-905927-57-3.
- Quantensprung und rechter Glaube – Suche nach der letzten Wahrheit. Komplett-Media, München 2016, ISBN 978-3-8312-0432-8.
- Durch Dschungel und Intrigen – Ein Innerschweizer in Indochinas Kriegswirren. Roman über Hans Imfeld. Verlag Martin Wallimann, Alpnach 2013, ISBN 978-3-905969-30-6.
- Der letzte Schnitt – Das Drama um die letzte Hinrichtung in der Schweiz. Roman zur Hinrichtung von Hans Vollenweider. Pro Libro, Luzern 2010, ISBN 978-3-905927-13-9.
- Früchte der Erniedrigung. Kriminalroman. Friedmann & Pöllinger, München 2009, ISBN 978-3-86919-131-7.
- Der Club zur Vollendung. Roman. Friedmann & Pöllinger, München 2007, ISBN 978-3-933431-94-3.
- Silvesterball. Kriminalroman. Friedmann & Pöllinger, München 2006, ISBN 978-3-933431-79-0.
- Angelo Destino. Kriminalroman. R. G. Fischer, Frankfurt am Main 2005, ISBN 978-3-8301-0814-6.

## Rezensionen
Zum Buch Von Flüe im Krieg:
- Arno Renggli in der Zentralschweiz am Sonntag: «Carlo von Ah ist ein hervorragender Erzähler. Es gelingt ihm, auch dem Russland-Feldzug besondere Aspekte abzuringen. Vor allem, indem er ganz nahe an die Personen herangeht. … Man liest Carlo von Ahs Roman mit atemloser Spannung und immer wieder bewegter Anteilnahme. … Erzählerisch brillant funktioniert die Technik, die Historie mit den Schicksalen einzelner Figuren zu verknüpfen.»[2]